# Dysthaeta naevia
Dysthaeta naevia är en skalbaggsart som beskrevs av Arthur Sidney Olliff 1888. Dysthaeta naevia ingår i släktet Dysthaeta och familjen långhorningar. Inga underarter finns listade i Catalogue of Life.